# Kvitsøy
Kvitsøy er en økommune i Rogaland fylke i Norge. Den omgives af de ydre dele af Boknafjorden; mod nord ligger Karmøy og Bokn, og mod øst Rennesøy og Randaberg. 
Kvitsøy er landets mindste kommune målt i areal, med kun 5,73 km², og administrationen ligger i Ydstebøhavn.
På Kvitsøy findes et 3,9 m højt stenkors fra kristendommens ældste dage i Norge. Det skal være Norges største og bedst bevarede stenkors. Ud over at være et kristent symbol blev det også benyttet som sømærke. Lige ved korset lå ruinerne af St. Clemenskirken. Denne blev ifølge sagnet nedrevet i 1270. Døbefonten fra St. Clemenskirken er fundet og fungerer som døbefont i nutidens kirke, som blev bygget i 1600.
I kommunen ligger en stor radiosender, et sendeanlæg for kortbølge- og mellembølgeradioen. Radiosenderen bliver kaldt «Kvitsøysenderen» eller «Kvitsøy kringkaster».
Øen har færgeforbindelse til Mekjarvik og Skudeneshavn. Der er planlagt en afstikker til øen fra den tunnel, der er projekteret under Boknafjorden. Tunnellen skal krydse Boknafjorden fra Harestad i Randaberg kommune til Arsvågen i Bokn kommune.
- Stenkorset på Kvitsøy.
- Kirken.

- Kvitsøy fyr fra 1829, forhøjet i 1859 erstattede det kulfyrede vippefyr fra omkring 1700.